# Polyrhachis tibialis
Polyrhachis tibialis är en myrart som beskrevs av Smith 1858. Polyrhachis tibialis ingår i släktet Polyrhachis och familjen myror.

## Underarter
Arten delas in i följande underarter:
- P. t. addax
- P. t. caligata
- P. t. completa
- P. t. crassisquama
- P. t. nigricornis
- P. t. orientalis
- P. t. parsis
- P. t. pectita
- P. t. robustior
- P. t. tibialis